# L'Épinay-le-Comte
L'Épinay-le-Comte è un comune francese di 187 abitanti situato nel dipartimento dell'Orne nella regione della Normandia.

## Società

### Evoluzione demografica
Abitanti censiti